# Préalpes (France)
Pour les articles homonymes, voir Préalpes.
Les Préalpes françaises sont un ensemble de massifs montagneux de moyenne altitude formant la partie occidentale des Alpes.

## Définition géographique
Dans les Alpes du Nord, les différents massifs des préalpes sont facilement identifiables par des séparations géographiques nettes : la cluse de l'Arve entre les massifs du Giffre et des Bornes-Aravis, la trouée d'Annecy entre les massifs des Bornes-Aravis et des Bauges, la trouée des Marches entre les massifs des Bauges et de la Chartreuse et la trouée de l'Isère entre les massifs de la Chartreuse et du Vercors. Dans les Alpes du Sud, elles sont généralement désordonnées et dépourvues de vallées profondes.
Les Préalpes françaises se composent des massifs suivants (du nord au sud) :
- Préalpes de Savoie :
  - Chablais-Haut-Giffre-aiguilles Rouges ;
  - Bornes-Aravis ;
  - Bauges ;
  - Chartreuse ;
- Vercors, parfois appelé les Dolomites françaises ;
- Dévoluy-Bochaine ;
- Diois-Baronnies ;
- Monts de Vaucluse-Luberon ;
- Préalpes de Digne ;
- Préalpes de Castellane ;
- Préalpes de Nice ;

ainsi que d'une partie des massifs suivants :
- Mercantour ;
- Trois-Évêchés ;
- Pelat.

Il existe plusieurs sommets mythiques dans les Préalpes :
- le mont Ventoux, surnommé le Géant de Provence ;
- le mont Aiguille, vestige du plateau calcaire du Vercors qui s'étendait alors jusque-là.

## Définition géologique

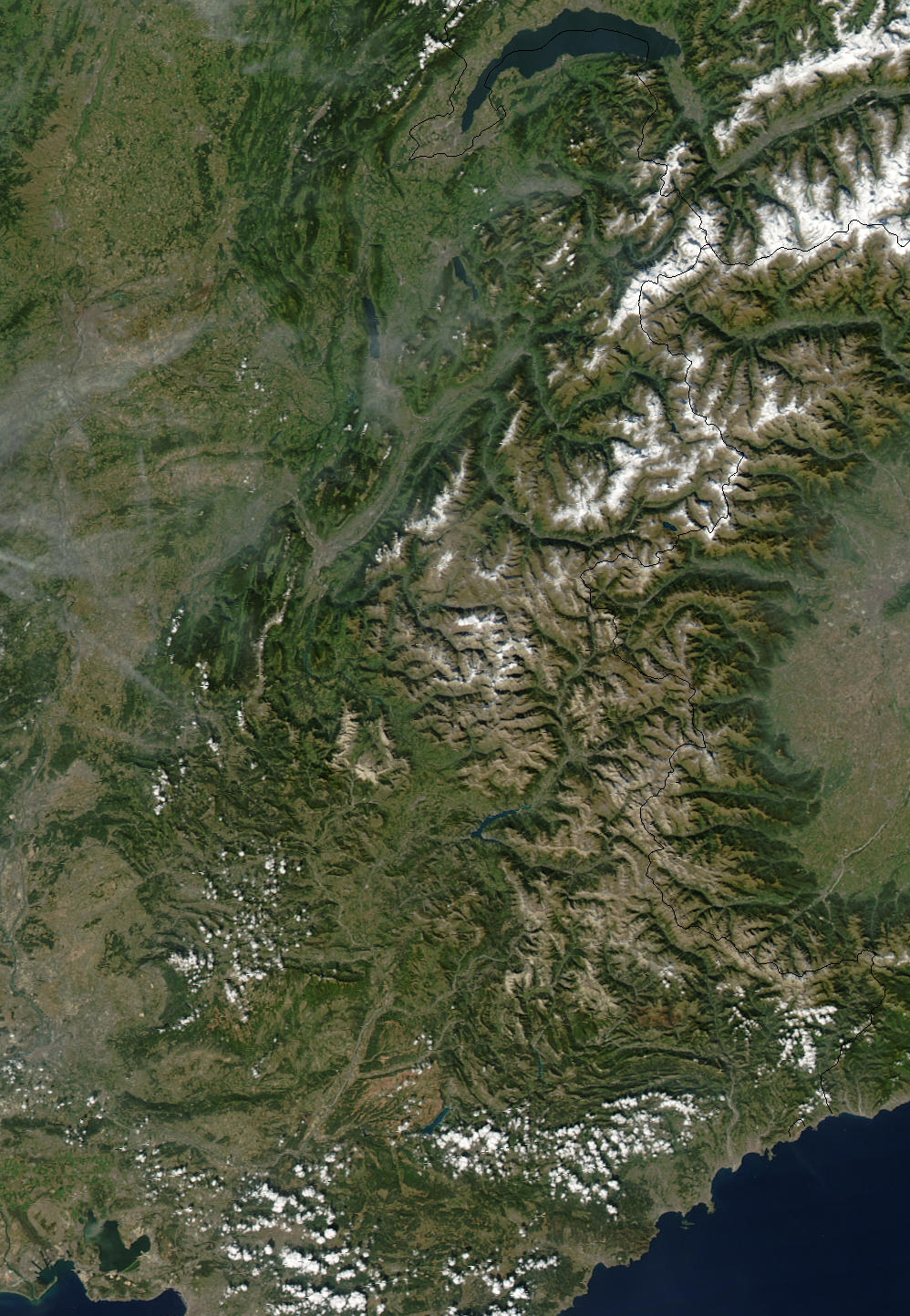
Image satellite des Alpes françaises.

Pour les géologues, les préalpes correspondent aux nappes de couverture du domaine pennique qui ont été décollées, déformées et déplacées par l'orogenèse des Alpes proprement dites. Elles offrent un relief de type karstique.
Elles sont des massifs montagneux allochtones de la partie externe de l'arc alpin.
L'érosion leur fait perdre l'altitude d'un centimètre par an en moyenne[réf. nécessaire].